# Arthur Melo
Arthur Henrique Ramos de Oliveira Melo (ur. 12 sierpnia 1996 w Goiânii) – brazylijski piłkarz występujący na pozycji pomocnika w hiszpańskim klubie Girona, do którego jest wypożyczony z Juventusu. W latach 2018-2022 reprezentant Brazylii. Zwycięzca Copa América 2019.

## Kariera klubowa
Arthur karierę piłkarską rozpoczął w klubie Goiás EC z rodzinnej Goiânii. W 2010 otrzymał ofertę od Grêmio. Po jej akceptacji przez ojca, 14-letni Arthur przeprowadził się do odległego stanu Rio Grande do Sul by występować w zespole z Porto Alegre.
W 2015 roku trener Grêmio Luiz Felipe Scolari przesunął Arthura do pierwszego zespołu. W swoim debiucie w spotkaniu o mistrzostwo stanu Rio Grande do Sul (Campeonato Gaúcho) z Aimoré zagrał od pierwszej minuty. W przerwie spotkania trener dokonał zmiany wprowadzając za Arthura bocznego obrońcę Matíasa Rodrígueza – był to pierwszy i ostatni występ Brazylijczyka w tym sezonie w pierwszym zespole. W grudniu 2016 roku zadebiutował w rozgrywkach ligowych Série A wchodząc na boisko w ostatnim meczu sezonu – przeciwko Botafogo.
Po serii dobrych występów w rozgrywkach Primeira Liga i Campeonato Gaúcho w 2017 roku został stałym członkiem pierwszego zespołu. W debiucie w rozgrywkach Copa Libertadores w 2017 roku przeciwko Club Guaraní asystował przy bramce Pedro Rochy. W maju zdobył swoją pierwszą bramkę w zawodowym futbolu, otwierając wynik spotkania Copa do Brasil z Fluminense FC. W lipcu trafił po raz pierwszy w meczu ligowym, pokonując bramkarza Vitórii.
11 marca 2018 FC Barcelona poinformowała, że od sezonu 2018/19 Arthur zostanie ich zawodnikiem. Transakcja opiewała na 39 mln euro (30 mln + 9 mln zmiennych).
29 czerwca 2020 przeszedł z FC Barcelony do Juventusu za kwotę 72 milionów euro.

### Statystyki
Stan na 27 czerwca 2020
| Klub               | Sezon              | Liga               | Liga  | Liga   | Puchar kraju | Puchar kraju | Puchar Kontynentalny | Puchar Kontynentalny | Inne  | Inne   | Suma  | Suma   |
| Klub               | Sezon              | Liga               | Mecze | Bramki | Mecze        | Bramki       | Mecze                | Bramki               | Mecze | Bramki | Mecze | Bramki |
| ------------------ | ------------------ | ------------------ | ----- | ------ | ------------ | ------------ | -------------------- | -------------------- | ----- | ------ | ----- | ------ |
| Grêmio             | 2015               | Série A            | 0     | 0      | 0            | 0            | –                    | –                    | 1     | 0      | 1     | 0      |
| Grêmio             | 2016               | Série A            | 1     | 0      | 0            | 0            | –                    | –                    | 0     | 0      | 1     | 0      |
| Grêmio             | 2017               | Série A            | 27    | 1      | 5            | 1            | 12                   | 0                    | 6     | 0      | 50    | 2      |
| Grêmio             | 2018               | Série A            | 7     | 1      | 1            | 0            | 3                    | 0                    | 7     | 3      | 18    | 4      |
| Grêmio             | Razem              | Razem              | 35    | 2      | 6            | 1            | 15                   | 0                    | 14    | 3      | 70    | 6      |
| FC Barcelona       | 2018/19            | Primera División   | 27    | 0      | 7            | 0            | 9                    | 0                    | 1     | 0      | 44    | 0      |
| FC Barcelona       | 2019/20            | Primera División   | 21    | 3      | 3            | 1            | 4                    | 0                    | 0     | 0      | 28    | 4      |
| FC Barcelona       | Razem              | Razem              | 48    | 3      | 10           | 1            | 13                   | 0                    | 1     | 0      | 72    | 4      |
| Juventus           | 2020/21            | Serie A            | 22    | 1      | 2            | 0            | 7                    | 0                    | 1     | 0      | 32    | 1      |
| Juventus           | Razem              | Razem              | 22    | 1      | 2            | 0            | 7                    | 0                    | 1     | 0      | 32    | 1      |
| Ogólnie w karierze | Ogólnie w karierze | Ogólnie w karierze | 105   | 6      | 18           | 2            | 34                   | 0                    | 16    | 3      | 174   | 10     |

## Sukcesy

### Grêmio
- Copa Libertadores: 2017
- Campeonato Gaúcho: 2018

### FC Barcelona
- Mistrzostwo Hiszpanii: 2018/19
- Superpuchar Hiszpanii: 2018

### Reprezentacyjne
- Copa América: 2019

### Indywidualne
- Drużyna roku ligi brazylijskiej: 2017
- Najlepszy zawodnik ligi brazylijskiej: 2017
- Drużyna turnieju Copa América: 2019

### Juventus
- Puchar Włoch: 2021
- Superpuchar Włoch: 2020

## Kariera reprezentacyjna
Arthur reprezentował Brazylię na Mistrzostwach Ameryki Południowej U-17 w 2017 roku. 15 września 2017 otrzymał powołanie do reprezentacji Brazylii na spotkania eliminacji do mistrzostw świata z Boliwią i Chile. 8 września 2018 roku zadebiutował w reprezentacji Brazylii w towarzyskim spotkaniu z reprezentacją Stanów Zjednoczonych.